# Calvetia dissimils
Calvetia dissimils är en mossdjursart som beskrevs av John Borg 1944. Calvetia dissimils ingår i släktet Calvetia och familjen Calvetiidae. Inga underarter finns listade.